# Острувкі (Підляське воєводство)
Острувкі (пол. Ostrówki) — село в Польщі, у гміні Заблудів Білостоцького повіту Підляського воєводства.
Населення — 68 осіб (2011).
У 1975-1998 роках село належало до Білостоцького воєводства.

## Демографія
Демографічна структура станом на 31 березня 2011 року:
|          | Загалом | Допрацездатний вік | Працездатний вік | Постпрацездатний вік |
| -------- | ------- | ------------------ | ---------------- | -------------------- |
| Чоловіки | 29      | 2                  | 19               | 8                    |
| Жінки    | 39      | 5                  | 13               | 21                   |
| Разом    | 68      | 7                  | 32               | 29                   |